# Mecawan
Mecawan – wieś w Armenii, w prowincji Lorri. W 2011 roku liczyła 4578 mieszkańców.